# Hóquei sobre a grama nos Jogos Pan-Americanos de 2007 - Feminino
O torneio feminino de hóquei sobre grama nos Jogos Pan-Americanos de 2007 ocorreu entre 15 e 24 de julho no Centro de Hóquei sobre Grama do Complexo Esportivo Deodoro. Oito equipes participaram do evento.

## Medalhistas
|  | ARG Argentina |  | USA Estados Unidos |  | AHO Antilhas Neerlandesas |
|  | Belén Succi Magdalena Aicega Rosario Luchetti Alejandra Gulla Luciana Aymar Agustina Bouza Carla Rebecchi Mariana González Oliva María Mercedes Margalot Daniela Maloberti Paola Vukojicic Marine Russo Gabriela Aguirre Claudia Burkart Giselle Kañevski María Noel Barrionuevo |  | Melissa Leonetti Angie Loy Kelly Doton Rachel Dawson Sarah Dawson Tiffany Snow Keli Smith Dana Sensenig Carrie Lingo Michelle Kasold Kate Barber Katelyn Falgowski Amy Tran Kayla Bashore Lauren Crandall Lauren Powley |  | Marlieke van de Pas Eva Wiedjik Nienke van Ruiten Anne-Maaike Elsen Theresia Noorlander Kiona Wellens Ernestina Schreuder Sanne van Donk Sophie van Noort Anika de Haas Juliette Plantenga Maria Hinskens Pauline Roels Jamaine Festen Floortje Joosten Ilse Luirink |

## Primeira fase

### Grupo A
| Equipe        | Pts | J | V | E | D | GF | GC | Dif |
| ------------- | --- | - | - | - | - | -- | -- | --- |
| ARG Argentina | 9   | 3 | 3 | 0 | 0 | 29 | 1  | +28 |
| CHI Chile     | 6   | 3 | 2 | 0 | 1 | 16 | 2  | +14 |
| URU Uruguai   | 3   | 3 | 1 | 0 | 2 | 8  | 12 | -4  |
| BRA Brasil    | 0   | 3 | 0 | 0 | 3 | 0  | 38 | -38 |

| 15 de julho 9:00                                            |       |         |                                                  |
| Chile                                                       | 6 – 0 | Uruguai | Árbitros: AUS Julie Ashton-Lucy BER Emma Simmons |
| Caram 22' D. Infante 29', 69' García 42', 47' Rodríguez 63' |       |         | Árbitros: AUS Julie Ashton-Lucy BER Emma Simmons |

| 15 de julho 11:00 |        |        |                                             |
| Argentina | 21 – 0 | Brasil | Árbitros: CAN Wendy Stewart USA Amy Hassick |
| Gulla 6', 32', 36', 38', 49' Rebecchi 8', 48' Luchetti 9', 45' Barrionuevo 19' Aymar 21', 30', 31', 43' Maloberti 22', 66' Kañevsky 56' Aguirre 60' Burkart 65' Aicega 69' |        |        | Árbitros: CAN Wendy Stewart USA Amy Hassick |

| 17 de julho 15:00                                             |       |         |                                                |
| Argentina                                                     | 6 – 0 | Uruguai | Árbitros: CAN Wendy Stewart TRI Ayanna McClean |
| Maloberti 2' Barrionuevo 24', 67' Rebecchi 28' Gulla 30', 61' |       |         | Árbitros: CAN Wendy Stewart TRI Ayanna McClean |

| 17 de julho 17:00 |       | |                                                              |
| Brasil            | 0 – 9 | Chile                                                                                              | Árbitros: NED Caroline Brunekreef USA Stephanie Ann Judefind |
|                   |       | D. Infante 6', 67' García 20' Albertz 31', 56' P. Infante 42' Wenz 45' Villagra 49' C. Infante 62' | Árbitros: NED Caroline Brunekreef USA Stephanie Ann Judefind |

| 19 de julho 15:00                                                              |       |        |                                                       |
| Uruguai                                                                        | 8 – 0 | Brasil | Árbitros: BER Emma Simmons USA Stephanie Ann Judefind |
| Casaro 2', 43', 49' Dupont 7' Bissignano 21' Mutilva 22' Besio 32' Ceretta 38' |       |        | Árbitros: BER Emma Simmons USA Stephanie Ann Judefind |

| 19 de julho 17:00 |       |                |                                                   |
| Argentina         | 2 – 1 | Chile          | Árbitros: NED Caroline Brunekreef USA Amy Hassick |
| Aymar 48', 64'    |       | P. Infante 24' | Árbitros: NED Caroline Brunekreef USA Amy Hassick |

### Grupo B
| Equipe                    | Pts | J | V | E | D | GF | GC | Dif |
| ------------------------- | --- | - | - | - | - | -- | -- | --- |
| USA Estados Unidos        | 9   | 3 | 3 | 0 | 0 | 17 | 1  | 16  |
| AHO Antilhas Neerlandesas | 4   | 3 | 1 | 1 | 1 | 2  | 4  | -2  |
| CUB Cuba                  | 4   | 3 | 1 | 1 | 1 | 3  | 8  | -5  |
| CAN Canadá                | 0   | 3 | 0 | 0 | 3 | 1  | 10 | -9  |

| 15 de julho 15:00 |       |                                                 |                                                               |
| Canadá            | 1 – 3 | Cuba                                            | Árbitros: NED Caroline Brunekreef ARG Mercedes Sánchez Moyano |
| A. Rushton 66'    |       | Serrano Mustelier 50', 53' Puentes Queralta 55' | Árbitros: NED Caroline Brunekreef ARG Mercedes Sánchez Moyano |

| 15 de julho 17:00             |       |                     |                                                             |
| Estados Unidos                | 4 – 1 | Antilhas Holandesas | Árbitros: ARG Soledad Iparraguirre URU Maritza Pérez Castro |
| Lingo 30', 39', 61' Smith 70' |       | Joosten 17'         | Árbitros: ARG Soledad Iparraguirre URU Maritza Pérez Castro |

| 17 de julho 9:00                                               |       |      |                                                          |
| Estados Unidos                                                 | 7 – 0 | Cuba | Árbitros: AUS Julie Ashton-Lucy URU Maritza Pérez Castro |
| Smith 3' Loy 5', 46' Kayla Bashore 13' Doton 23', 53' Snow 69' |       |      | Árbitros: AUS Julie Ashton-Lucy URU Maritza Pérez Castro |

| 17 de julho 11:00     |       |        |                                                     |
| Antilhas Neerlandesas | 1 – 0 | Canadá | Árbitros: ARG Soledad Iparraguirre BER Emma Simmons |
| Schreuder 70'         |       |        | Árbitros: ARG Soledad Iparraguirre BER Emma Simmons |

| 19 de julho 09:00 |       |                     |                                                             |
| Cuba              | 0 – 0 | Antilhas Holandesas | Árbitros: AUS Julie Ashton-Lucy ARG Mercedes Sánchez Moyano |
|                   |       |                     | Árbitros: AUS Julie Ashton-Lucy ARG Mercedes Sánchez Moyano |

| 19 de julho 11:00                                         |       |        |                                                       |
| Estados Unidos                                            | 6 – 0 | Canadá | Árbitros: TRI Ayanna McClean ARG Soledad Iparraguirre |
| Lingo 10' Barber 21', 29' Doton 42' Snow 47' Sensinig 58' |       |        | Árbitros: TRI Ayanna McClean ARG Soledad Iparraguirre |

### Fase final
|  | Classificação 5º-8º lugar   | Classificação 5º-8º lugar |   |                             | 5º lugar                    | 5º lugar |  |
|  |                             |                           |   |                             |                             |          |  |
|  | 21 de julho de 2007 - 09:00 |                           |   |                             |                             |          |  |
|  | Uruguai                     | 0                         |   |                             |                             |          |  |
|  | Canadá                      | 3                         |   |                             |                             |          |  |
|  |                             |                           |   |                             |                             |          |  |
|  |                             |                           |   |                             | 24 de julho 2007 - 11:30    |          |  |
|  |                             |                           |   |                             | Canadá                      | 3        |  |
|  |                             | Cuba                      | 2 |                             |                             |          |  |
|  |                             |                           |   |                             |                             |          |  |
|  |                             |                           |   |                             |                             |          |  |
|  |                             |                           |   |                             | 7º lugar                    |          |  |
|  | 21 de julho 2007 - 11:30    | 21 de julho 2007 - 11:30  |   | 24 de julho de 2007 - 09:00 | 24 de julho de 2007 - 09:00 |          |  |
|  | Cuba                        | 7                         |   | Uruguai                     | 8                           |          |  |
|  | Brasil                      | 0                         |   |                             | Brasil                      | 0        |  |

|  | Semifinais                  | Semifinais               |   |                             | Final                       | Final |  |
|  |                             |                          |   |                             |                             |       |  |
|  | 21 de julho de 2007 - 14:30 |                          |   |                             |                             |       |  |
|  | Argentina                   | 3                        |   |                             |                             |       |  |
|  | Antilhas Holandesas         | 0                        |   |                             |                             |       |  |
|  |                             |                          |   |                             |                             |       |  |
|  |                             |                          |   |                             | 24 de julho 2007 - 17:00    |       |  |
|  |                             |                          |   |                             | Argentina                   | 4     |  |
|  |                             | Estados Unidos           | 2 |                             |                             |       |  |
|  |                             |                          |   |                             |                             |       |  |
|  |                             |                          |   |                             |                             |       |  |
|  |                             |                          |   |                             | 3º lugar                    |       |  |
|  | 21 de julho 2007 - 17:00    | 21 de julho 2007 - 17:00 |   | 24 de julho de 2007 - 14:30 | 24 de julho de 2007 - 14:30 |       |  |
|  | Estados Unidos              | 4                        |   | Antilhas Holandesas         | 2                           |       |  |
|  | Chile                       | 1                        |   |                             | Chile                       | 1     |  |

#### Semifinal
| 21 de julho 14:30                 |       |                     |                                                   |
| Argentina                         | 3 – 0 | Antilhas Holandesas | Árbitros: AUS Julie Ashton-Lucy CAN Wendy Stewart |
| Aymar 6' Gulla 8' Barrionuevo 70' |       |                     | Árbitros: AUS Julie Ashton-Lucy CAN Wendy Stewart |

| 21 de julho 17:00                    |       |                |                                                            |
| Estados Unidos                       | 4 – 1 | Chile          | Árbitros: NED Caroline Brunekreef ARG Soledad Iparraguirre |
| Snow 49' Loy 50' Lingo 55' Smith 56' |       | D. Infante 35' | Árbitros: NED Caroline Brunekreef ARG Soledad Iparraguirre |

#### Disputa pelo bronze
| 24 de julho 14:30         |             |           |                                                         |
| Antilhas Neerlandesas     | 2 – 1 (pro) | Chile     | Árbitros: ARG Mercedes Sanchez Moyano CAN Wendy Stewart |
| Joosten 66' Plantenga 79' |             | Caram 43' | Árbitros: ARG Mercedes Sanchez Moyano CAN Wendy Stewart |

#### Final
| 24 de julho 17:00                             |       |                    |                                                         |
| Argentina                                     | 4 – 2 | Estados Unidos     | Árbitros: AUS Julie Ashton-Lucy NED Caroline Brunekreef |
| Gulla 38' Lucchetti 49' Bouza 52' Burkart 55' |       | Snow 33' Doton 58' | Árbitros: AUS Julie Ashton-Lucy NED Caroline Brunekreef |

### Classificação final
| Pos.              | Equipe                    | Campanha (V-E-D) |
| ----------------- | ------------------------- | ---------------- |
| Medalha de ouro   | ARG Argentina             | (5-0-0)          |
| Medalha de prata  | USA Estados Unidos        | (4-0-1)          |
| Medalha de bronze | AHO Antilhas Neerlandesas | (2-1-2)          |
| 4                 | CHI Chile                 | (2-0-3)          |
| 5                 | CAN Canadá                | (2-0-3)          |
| 6                 | CUB Cuba                  | (2-1-2)          |
| 7                 | URU Uruguai               | (2-0-3)          |
| 8                 | BRA Brasil                | (0-0-5)          |